# Below the Lights
Below the Lights è il settimo album in studio del gruppo musicale progressive black metal norvegese Enslaved, pubblicato nel 2003.

## Tracce
1. As Fire Swept Clean the Earth – 6:35
2. The Dead Stare – 5:37
3. The Crossing – 9:12
4. Queen of Night – 5:59
5. Havenless – 5:35
6. Ridicule Swarm – 6:18
7. A Darker Place – 7:01

## Formazione
- Ivar Bjørnson – chitarra, tastiere
- Grutle Kjellson – voce, basso
- Arve Isdal – chitarra
- Per Husebø (a.k.a. Dirge Rep) – batteria